# Mahinog
Mahinog is een gemeente in de Filipijnse provincie Camiguin. Bij de laatste census in 2007 had de gemeente ruim 13 duizend inwoners.

## Geografie

### Bestuurlijke indeling
Catarman is politiek onderverdeeld in de volgende 13 barangays:
| - Benoni - Binatubo - Catohugan - Hubangon - Owakan - Poblacion - Puntod | - San Isidro - San Jose - San Miguel - San Roque - Tubod - Tupsan Pequeño |

## Demografie
Mahinog had bij de census van 2007 een inwoneraantal van 13.168 mensen. Dit zijn 576 mensen (4,6%) meer dan bij de vorige census van 2000. De gemiddelde jaarlijkse groei komt daarmee uit op 0,62%, hetgeen lager is dan het landelijk jaarlijks gemiddelde over deze periode (2,04%). Vergeleken met de census van 1995 is het aantal mensen met 1.817 (16,0%) toegenomen.

De bevolkingsdichtheid van Mahinog was ten tijde van de laatste census, met 13.168 inwoners op 32,55 km², 404,5 mensen per km².